# کرانچی‌رول ئی‌ام‌ئی‌ای
کرانچی‌رول ئی‌ام‌ئی‌ای (انگلیسی: Crunchyroll) شرکت سرگرمی فرانسوی است، که در سال ۲۰۰۷ تأسیس شد.